# Aisy-sur-Armançon
Aisy-sur-Armançon település Franciaországban, Yonne megyében. Lakosainak száma 236 fő (2022. január 1.). Aisy-sur-Armançon Perrigny-sur-Armançon, Quincy-le-Vicomte, Rougemont, Bierry-les-Belles-Fontaines és Étivey községekkel határos.

## Népesség
A település népességének változása:
| Lakosok száma | 254  | 250  | 257  | 245  | 241  | 238  | 237  | 237  | 236  |
|               | 2013 | 2015 | 2016 | 2017 | 2018 | 2019 | 2020 | 2021 | 2022 |